# Renault Type H
La Renault Type H est un modèle d'automobile du constructeur automobile Renault de 1902.

## Historique
Le Type H est très proche du Type G, dont il dérive, mais il utilise le premier moteur Renault, un 2 cylindres.